# Haig
Haig é uma tradicional marca de uísque escocês.

## História
A família escocesa Haig começou a produzir destilados há mais de 400 anos. Em 1655 o agricultor Robert Haig, na região de Stirlingshire, ja fabricava destilados e seus descendente, espalhados pela Reino Unido, produziam bebidas na Irlanda, Escócia e Inglaterra.
Em 1824, John Haig fundou uma destilaria de grãos, a John Haig & Co. Ltd. e o seu principal produto era o uísque Haig. Na década de 1870, a John Haig & Co associou-se com outras cinco destilarias formando a Distillers Company Limited, uma das mais importantes empresa de bebidas do Reino Unido do século XX, sendo extinta somente em 1986, quando suas marcas foram compradas pelo grupo Guinness.
As garrafas do uísque Haig de meados do século XX tornaram-se peças de colecionadores, período este que a marca ganhou renome, principalmente pelo seus slogans.